# Desert Rats vs. Afrika Korps
Desert Rats vs. Afrika Korps – komputerowa strategiczna gra czasu rzeczywistego w realiach II wojny światowej, wyprodukowana przez węgierskie studio Digital Reality i wydana przez Monte Cristo w 2004 roku.

## Rozgrywka
Gra pozwala na uczestnictwo w kampanii śródziemnomorskiej podczas II wojny światowej. Gracz ma do wyboru dwie strony konfliktu – Afrika Korps i aliantów. Tryb gry jednoosobowej oferuje kampanię dla każdej z nich. Gracz ma w tym trybie do wykonania łącznie 16 misji: 8 w kampanii Osi, 6 w kampanii Aliantów oraz, dodatkowo, tylko w trybie gry pełnym, zwanym „historycznym”, Prolog i Epilog. Obie walczące strony posiadają po około 35 różnorodnych jednostek dla nich charakterystycznych. Podczas rozgrywania kampanii, jednostki inne niż piechota (np. czołgi, artyleria, pojazdy rozpoznawcze), które ukończyły daną misję, uzyskują wyższy poziom doświadczenia, co oznacza premie w postaci zwiększonej wytrzymałości (symbolizowanej „punktami życia”) lub zwiększonej siły ognia i jako jednostki weteranów mogą być wykorzystane w następnych misjach kampanii. Ponadto gracz w każdej misji może zdobyć „punkty zwycięstwa” – za wykonanie różnych zadań; po uzbieraniu odpowiedniej ich liczby, uzyskuje dostęp do unikalnych jednostek specjalnych (po 4 możliwe do odblokowania w każdej z dwóch kampanii). Desert Rats vs. Afrika Korps zawiera także tryb gry wieloosobowej poprzez sieć lokalną i protokół TCP/IP. Dostępne są dwa tryby gry wieloosobowej – Deathmatch i King of the Hill.